# Benignowo
Benignowo – wieś w Polsce położona w województwie wielkopolskim, w powiecie słupeckim, w gminie Słupca.
W roku 1934 wieś zamieszkiwało 137 mieszkańców.. W 1945 roku we wsi znajdowały się 42 gospodarstwa.
W 1882 roku we wsi znajdował się folwark. 
Podczas II wojny światowej Niemcy wysiedlili 92 mieszkańców Benignowa, a na roboty przymusowe wywieźli do Niemiec 12 osób. Z kolei okupanci osiedlili we wsi 24 Niemców. 
W latach 1975–1998 miejscowość administracyjnie należała do województwa konińskiego.